# Diócesis de Bisáu
La diócesis de Bisáu (en latín: Dioecesis Bissagen(sis) y en portugués: Diocese de Bissau) es una circunscripción eclesiástica latina de la Iglesia católica en Guinea-Bisáu, inmediatamente sujeta a la Santa Sede. La diócesis tiene al obispo José Lampra Cá como su ordinario desde el 10 de diciembre de 2021.

## Territorio y organización
La diócesis tiene 11 495 km² y extiende su jurisdicción sobre los fieles católicos de rito latino residentes en el sector autónomo de Bisáu y en las regiones de Cacheu, Oio y Biombo.
La sede de la diócesis se encuentra en la ciudad de Bisáu, en donde se halla la Catedral de Nuestra Señora de la Candelaria. 
En 2018 en la diócesis existían 27 parroquias.

## Historia
La presencia de una entidad gubernativa católica en la Guinea portuguesa se remonta al 3 de mayo de 1867, cuando fue creado el vicariato general de la Guinea Portuguesa, instalado brevemente em Bisáu, y transferido a Bolama en las islas Bijagós en la década de 1870. El vicario general residente en Bolama era dependiente de la diócesis de Santiago de Cabo Verde.
La misión sui iuris de Guinea portuguesa fue erigida el 4 de septiembre de 1940 con la bula Sollemnibus Conventionibus del papa Pío XII separando territorio de la diócesis de Santiago de Cabo Verde. La sede de la misión sui iuris fue transferida de Bolama a Bisáu en 1941, luego de que esta ciudad fuera declarada capital de la Guinea portuguesa el 29 de abril de 1941.
El 29 de abril de 1955 la misión sui iuris fue elevada a la categoría de prefectura apostólica.
Luego de que la Guinea portuguesa declarara su independencia el 24 de septiembre de 1973, el 1 de enero de 1975 tomó el nombre de prefectura apostólica de Guinea-Bisáu.
El 21 de marzo de 1977 la prefectura apostólica fue elevada a diócesis con la bula Rerum catholicarum del papa Pablo VI.
El 27 y el 28 de enero de 1990 recibió la visita del papa Juan Pablo II durante su viaje apostólico a Guinea-Bisáu.
El 13 de marzo de 2001 cedió una parte de su territorio para la erección de la diócesis de Bafatá mediante la bula Cum ad fovendam del papa Juan Pablo II.

## Estadísticas
De acuerdo al Anuario Pontificio 2019 la diócesis tenía a fines de 2018 un total de 172 575 fieles bautizados.
| Año                                                                             | Población            | Población | Población      | Sacerdotes | Sacerdotes    | Sacerdotes    | Bautizados por sacerdote | Diáconos permanentes | Religiosos | Religiosos | Parroquias |
| Año                                                                             | Bautizados católicos | Total     | % de católicos | Total      | Clero secular | Clero regular | Bautizados por sacerdote | Diáconos permanentes | Varones    | Mujeres    | Parroquias |
| ------------------------------------------------------------------------------- | -------------------- | --------- | -------------- | ---------- | ------------- | ------------- | ------------------------ | -------------------- | ---------- | ---------- | ---------- |
| 1950                                                                            | 8139                 | 359 124   | 2.3            | 18         | 1             | 17            | 452                      |                      | 7          | 12         | 6          |
| 1970                                                                            | 29 007               | 559 560   | 5.2            | 28         |               | 28            | 1035                     |                      | 38         | 23         | 15         |
| 1980                                                                            | 45 300               | 560 000   | 8.1            | 37         |               | 37            | 1224                     |                      | 48         | 22         | 13         |
| 1990                                                                            | 66 000               | 969 000   | 6.8            | 52         | 2             | 50            | 1269                     | 1                    | 67         | 79         | 27         |
| 1999                                                                            | 135 252              | 1 040 400 | 13.0           | 65         | 13            | 52            | 2080                     |                      | 66         | 123        | 29         |
| 2000                                                                            | 138 000              | 1 060 800 | 13.0           | 67         | 12            | 55            | 2059                     |                      | 68         | 129        | 29         |
| 2001                                                                            | 105 000              | 650 000   | 16.2           | 50         | 9             | 41            | 2100                     |                      | 51         | 53         | 13         |
| 2002                                                                            | 110 600              | 1 082 000 | 10.2           | 68         | 10            | 58            | 1626                     |                      | 73         | 110        | 20         |
| 2003                                                                            | 120 000              | 1 200 000 | 10.0           | 66         | 12            | 54            | 1818                     |                      | 70         | 102        | 25         |
| 2004                                                                            | 89 000               | 810 000   | 11.0           | 55         | 7             | 48            | 1618                     |                      | 69         | 101        | 24         |
| 2006                                                                            | 95 000               | 845 000   | 11.2           | 60         | 11            | 49            | 1583                     |                      | 68         | 99         | 24         |
| 2007                                                                            | 95 000               | 827 000   | 11.4           | 62         | 9             | 53            | 1532                     | 1                    | 76         | 98         | 23         |
| 2012                                                                            | 166 000              | 1 055 000 | 15.7           | 83         | 18            | 65            | 2000                     | 1                    | 85         | 119        | 26         |
| 2015                                                                            | 167 900              | 1 070 000 | 15.7           | 76         | 13            | 63            | 2209                     |                      | 83         | 114        | 26         |
| 2018                                                                            | 172 575              | 1 099 970 | 15.7           | 72         | 16            | 56            | 2396                     |                      | 81         | 98         | 27         |
| Fuente: Catholic-Hierarchy, que a su vez toma los datos del Anuario Pontificio. |                      |           |                |            |               |               |                          |                      |            |            |            |

## Episcopologio
- Giuseppe Ribeiro de Magalhaes, O.F.M. † (20 de junio de 1941-1953 falleció)
- Martinho da Silva Carvalhosa, O.F.M. † (1953-1963 falleció)
- João Ferreira, O.F.M. † (25 de enero de 1963-1965 falleció)
- Amândio Domingues Neto, O.F.M. † (4 de abril de 1966-1977 renunció)
- Settimio Arturo Ferrazzetta, O.F.M. † (21 de marzo de 1977-26 de enero de 1999 falleció)
- José Câmnate na Bissign (15 de octubre de 1999-11 de julio de 2020 renunció)
- José Lampra Cá, desde el 10 de diciembre de 2021[6]